# Aleksandr Nikolaevič Bašlačëv
Aleksandr Nikolaevič Bašlačëv (in russo Александр Николаевич Башлачёв) (Čerepovec, 27 maggio 1960 – Leningrado, 17 febbraio 1988) è stato un cantante, chitarrista e poeta sovietico.

## Biografia
Dal 1977 al 1978 ha lavorato come artista presso la Severstal'. Dal 1978 al 1983 ha studiato nella facoltà di giornalismo presso l'Università di stato degli Urali A. M. Gor'kij, a Ekaterinburg.
Il 17 febbraio 1988, Bašlačëv muore all'età di 27 anni dopo essere caduto dalla finestra del nono piano del suo appartamento sulla via Kuznecova a Leningrado. La causa più probabile della sua morte è suicidio, tuttavia non vi certezza su tale ipotesi.
È sepolto nel cimitero Kovalëvskoe  di San Pietroburgo.
Pochi mesi dopo la sua morte, nasce suo figlio Egor, avuto dalla fidanzata Anastasija Rachlin.